# Narsha
Park Hyo-jin (hangul: 박효진), mer känd under artistnamnet Narsha (hangul: 나르샤), född 28 december 1981 i Seoul, är en sydkoreansk sångerska och skådespelare.
Hon har varit medlem i den sydkoreanska tjejgruppen Brown Eyed Girls sedan gruppen debuterade 2006. Hon släppte sitt självbetitlade debutalbum Narsha den 8 juli 2010. Som skådespelare har hon medverkat i ett flertal TV-draman.

## Diskografi

### Album
| Albuminformation                        | Topplacering          |
| Albuminformation                        | Sydkorea (Gaon Chart) |
| --------------------------------------- | --------------------- |
| Narsha (EP-skiva) - Släppt: 8 juli 2010 | 3                     |

### Singlar
| År   | Titel                           | Topplacering          |
| År   | Titel                           | Sydkorea (Gaon Chart) |
| ---- | ------------------------------- | --------------------- |
| 2010 | "La La Land" (med Cho PD & JeA) | —                     |
| 2010 | "I'm In Love" (med Sungha Jung) | 6                     |
| 2010 | "Bbi Ri Bba Bba"                | 6                     |
| 2010 | "Mamma Mia" (med Sunny Hill)    | 6                     |
| 2013 | "Tonight" (med Miryo, som M&N)  | —                     |

### Soundtrack
| År   | Titel                    | Topplacering          | Film/Serie      |
| År   | Titel                    | Sydkorea (Gaon Chart) | Film/Serie      |
| ---- | ------------------------ | --------------------- | --------------- |
| 2009 | "I Love You" (med Miryo) | —                     | My Fair Lady    |
| 2011 | "A Girl That You Know"   | —                     | The Thorn Birds |

## Filmografi

### TV-drama
| År   | Titel                                        | Kanal     | Roll                       |
| ---- | -------------------------------------------- | --------- | -------------------------- |
| 2012 | Lights and Shadows                           | MBC       | Lee Hye-bin / Lee Jung-ja  |
| 2012 | Ohlala Couple                                | KBS2      | Moosan Goddess             |
| 2013 | Pure Love                                    | KBS2      | Ha Soo Bin zul (cameoroll) |
| 2014 | There is a Blue Bird: Cinderella Syndrome    | TV Chosun | Shin-ae                    |
| 2014 | The Clinic for Married Couples: Love and War | KBS2      | Hyun-jin                   |
| 2014 | Emergency Couple                             | tvN       | patient (cameoroll)        |
| 2014 | Witch's Romance                              | tvN       | shaman (gästroll)          |
| 2014 | MBC Drama Festival: 4Teen                    | MBC       | kvinna                     |
| 2015 | Save the Family                              | KBS1      | Jung Hee-jin               |